# 何玉山
何玉山，中华人民共和国教育部长江学者讲座教授，北京大学环境科学与工程学院教授，长期从事吸附理论和文献计量学方面的研究工作。何玉山曾在伯明翰大学、香港科技大学做博士后研究。